# Polo Park
Das Polo Park ist das größte Einkaufszentrum in Winnipeg, Manitoba, Kanada.
Von der Innenstadt von Winnipeg erreicht man das Einkaufszentrum innerhalb weniger Minuten Fahrtzeit. Neben Geschäften, Bars, Restaurants und Cafés befindet sich darin auch ein Kino.

## Geschichte
Das Zentrum wurde im Jahre 1959 eröffnet. Es ist seit 1963 überdacht. 1968 wurde es für 7,5 Mio. kanadische Dollar erweitert und zum zweitgrößten Shoppingcenter in Kanada. 1986 wurde der Polo Park für 75 Mio. kanadische Dollar um ein zweites Stockwerk erweitert. Im Jahre 2007 wurde die Mall für 30 Millionen Dollar renoviert sowie um 1900 m² erweitert. 2014 wurde der Polo Park nochmals für 49 Mio. kanadische Dollar um 10.591 m² erweitert.